# Dwayabeeja sundara
Dwayabeeja sundara är en svampart som beskrevs av Subram. 1958. Dwayabeeja sundara ingår i släktet Dwayabeeja, divisionen sporsäcksvampar och riket svampar.   Inga underarter finns listade i Catalogue of Life.